# Musiktävling
Musiktävling kallas en tävling där låtar och/eller artister tävlar. Exempel på sådana är Melodifestivalen, Eurovision Song Contest, Sanremofestivalen, Lilla Melodifestivalen, Junior Eurovision Song Contest, Dansbandslåten, Dansbandskampen och Idols. Många populärmusiktävlingar främst bestående av covermaterial, som Dansbandskampen och Idols, avslutas med en specialskriven så kallad "vinnarlåt" som de två finalisterna skall framföra i sista programmet.
Under framförallt 1970-talet fick musiktävlingarna utstå stark kritik, då många menade att det inte är rätt att tävla i musik, eftersom detta ansågs medverka till kommersialisering och utarmning av kulturlivet. I Sverige hölls Alternativfestivalen som proggens alternativ till Melodifestivalen.